# Tófalva
Tófalva (románul Tofalău) falu Romániában, Maros megyében. Közigazgatásilag Marosszentgyörgy községhez tartozik.

## Fekvése
A falu Marosvásárhelytől 8 km-re északkeletre helyezkedik el, a Nyárádmenti-dombvidéken.

## Története
Első írásos említése 1501-ből származik Tofalva alakban. Az 1567. évi regestrumban elpusztult faluként szerepel. 1584-ben már újra van lakója, 1614-ben pedig szabad székelyek által lakott falu. 1756-ban újra megszűnt egyházként szerepel. Birtokait Bálinth István földbirtokos foglalja el, akitől a református egyház peres úton követeli vissza. A pereskedésből az is ismeretes, hogy a református javak egy része a görögkeleti hívek birtokába jut. 1890 és 1956 között Csejd része volt.